# Nick Jr.
Nick Jr. é um canal infantil de TV por assinatura dos Estados Unidos para crianças entre 0 a 7 anos foi fundado em 1 de dezembro de 1977 como Pinwheel TV, em 4 de janeiro de 1988 como Nick Junior e 2 de fevereiro de 1997 como Noggin até ser convertido para os novos marca e nome ("Nick Jr.") em 28 de setembro de 2009, às 6h do horário de Brasília.
O logotipo da rede foi ajustado, como parte de um esforço de unificação de marca que vai ver todas as quatro redes Nickelodeon assumir um olhar unificado. No entanto, não se conhece o motivo do "pai da criança laranja-azul" do passado ser mantido no novo lettering do logotipo.

## História

### Noggin(1997a2009)
O Nick Jr. foi lançado pela primeira vez como "Noggin", com uma joint-venture da Viacom e Nickelodeon e Children's Television Workshop (atualmente "Sesame Workshop") /, mas no ano de 2002, foi vendida sua parte a Viacom. De 1999 a 2009, sua parte foi redirecionada ao público pré-adolescentes. A partir de 2002, o alvo foi os pré-escolares: o formato foi alterado, devido à baixa audiência. Noggin era um canal de 24 horas até 2002, quando a Viacom decidiu lançar o "The N", que foi formatado de forma semelhante ao Nickelodeon agora ex-TeenNick bloco e depois apresentou algumas séries recentes de cariz familiar que foi ao ar na Nick at Nite. The N foi destinado aos adolescentes e teve instigante programação considerada por muitos como demasiado complexa para Noggin alvo de pré-e elementar-idade escolar. The N pegou 12 horas de espaço Noggin de programação (em funcionamento de forma semelhante como Nickelodeon e Nick at Nite) de seis horas em seis horas e sete noites por semana. O fato de que o Noggin compartilhava espaço no canal com o N (agora TeenNick) tornou muito semelhante à dos pais da rede Nickelodeon, uma vez que tem compartilhado espaço canal com outro canal durante o horário noturno para a maioria de sua existência começando com Black Entertainment Television para o primeiro par de anos no ar, então ARTS (Alpha Serviço de Televisão Repertory, agora A&E Network) e, atualmente, com Nick at Nite, desde 1985, que é geralmente considerada como um bloco de programa noturno na Nickelodeon. Em 31 de dezembro de 2007, o Noggin irmão do canal Nickelodeon Games and Sports for Kids encerrou suas operações como um canal a cabo digital e The N foi dividido em um canal separado assumir o espaço de canal anterior de Nick GAS, o que permitiu Noggin para se tornar um canal 24 horas de novo depois de spilting The Noggin N. Tornou-se então o segundo canal a cabo dos Estados Unidos a oferecer uma programação de 24 horas de shows destinados a pré-escolares após PBS Kids Sprout, que lançou em 2005. No entanto, a Dish Network manteve no ar o canal Nick GAS até 23 de abril de 2009, quando o canal foi substituído com a alimentação ocidental do Cartoon Network e Noggin e o The N foram ambos divididos em 24/7 canais em Dish Network em 16 de maio de 2009. Em 2 de fevereiro de 2009, o "For Noggin By Nick Jr." pára-choques foi removido.

### Nick Jr.(2009-presente)
Em uma tentativa de estender a associação da marca a dois canais Nickelodeon irmã cabo em 24 de fevereiro de 2009, foi anunciado que Nick Jr. iria assumir Noggin e TeenNick assumir o N como o 24/7 canais. Isso é semelhante à forma como Nick Jr. lançou seu próprios canais no Reino Unido em 1° de setembro de 1999 e na Austrália em 14 de março de 2004. Em 24 de fevereiro de 2009, foi anunciado que o Noggin seria substituído por Nick Jr. e se tornaria um canal 24/7 de televisão.
Como é comum com as redes mais recentes que tiveram ranhura de uma outra rede do ex-canal, alguns provedores de guia não ter atualizado o seu slot de listas para Nick Jr. ao logotipo atual e pode exibir tanto a Noggin, os logotipos ou N, ou ambas as logos na mesma imagem vez para denotar Nick Jr..
O logotipo da rede foi ajustado como parte de um esforço de unificação da marca, que viu todos os quatro das redes Nickelodeon assumir um olhar unificado. Embora o motivo de usar ex-figura "adulto" uma laranja e 'criança' azul foi interrompido no texto somente nova logo, a tradição de 'Nick' ser laranja (representando o adulto) e 'Jr.' restantes em azul (como o filho) foi mantida.

## Canais internacionais
- Nick Jr. USA, canal americano.
- Nick Jr. Latinoamérica, canal latino-americano.
- Nick Jr. (Brasil), canal brasileiro.
- Nick Jr. (Portugal), canal português.